# Frank Croxton
Frank Croxton (Paris, 7 de octubre de 1877-Nueva York, 4 de septiembre de 1949) fue un profesor de canto y bajo estadounidense. Vocalista radicado en la ciudad de Nueva York, tuvo una carrera como cantante de iglesia en esa ciudad y también estuvo activo en el escenario local y nacional como cantante de concierto. Es mejor recordado por su prolífico trabajo como artista discográfico durante los años 1900, 1910 y 1920, realizando una gran cantidad de discos que se extienden desde la primera era de la grabación de sonido, la era acústica, hasta la segunda era, la era eléctrica. Actuó y grabó como solista y como cantante de conjunto, trabajando notablemente como miembro de varios cuartetos vocales diferentes conocidos a nivel nacional, entre ellos el The Peerless Quartet, el Stellar Quartette y su propio Croxton Quartet. Hizo discos con Victor Talking Machine Company, Columbia Records, Okeh Records y Edison Records. Cuatrocientos cuarenta y cinco de sus grabaciones han sido catalogadas en la Discography of American Historical Recordings.

## Primeros años de vida
Benjamin Franklin Croxton nació en Paris, Kentucky, el 7 de octubre de 1877, Frank Croxton era hijo de Charles «Chester» F. Croxton y Mary Croxton (de soltera Anderson). Tenía dos hermanos, Richard «Dick» Croxton y Charles Croxton. A la edad de cinco años se mudó con su familia a Lexington, Kentucky. La casa de la familia en Lexington estaba ubicada cerca de la esquina de North Broadway y Sixth Street. Fue educado en las escuelas públicas del condado de Fayette y cantó con su hermano Richard en un cuarteto vocal en la inauguración del distrito en 1894.
El padre de Frank era un bajo talentoso, que trabajaba como cantante de iglesia en la Catedral de la Iglesia de Cristo en Lexington, Kentucky, en la década de 1880. Su padre finalmente se convirtió en director musical del coro de esa iglesia y también sirvió en esa capacidad en la Primera Iglesia Metodista Unida de Lexington. También trabajó como director coral y profesor de canto para la Asamblea Chautauqua de Kentucky, y fue jefe del departamento de música de las Escuelas Públicas del Condado de Fayette en Lexington.
Frank creció escuchando a su padre cantar canciones de la literatura vocal de bajo clásica, y recibió su instrucción vocal inicial de su padre. Los dos cantaron juntos en la ceremonia de inauguración de un nuevo monumento a Roger Hanson, general de brigada del Ejército de los Estados Confederados durante la Guerra de Secesión, en el cementerio de Lexington en julio de 1895. Realizaron una conocida elegía fúnebre confederada de la Brigada de Huérfanos de John Henry Weller (1842-1912) titulada «O Lay, Me Away With Boys in Grey».

## Entrenamiento de voz formal y primeros años de carrera

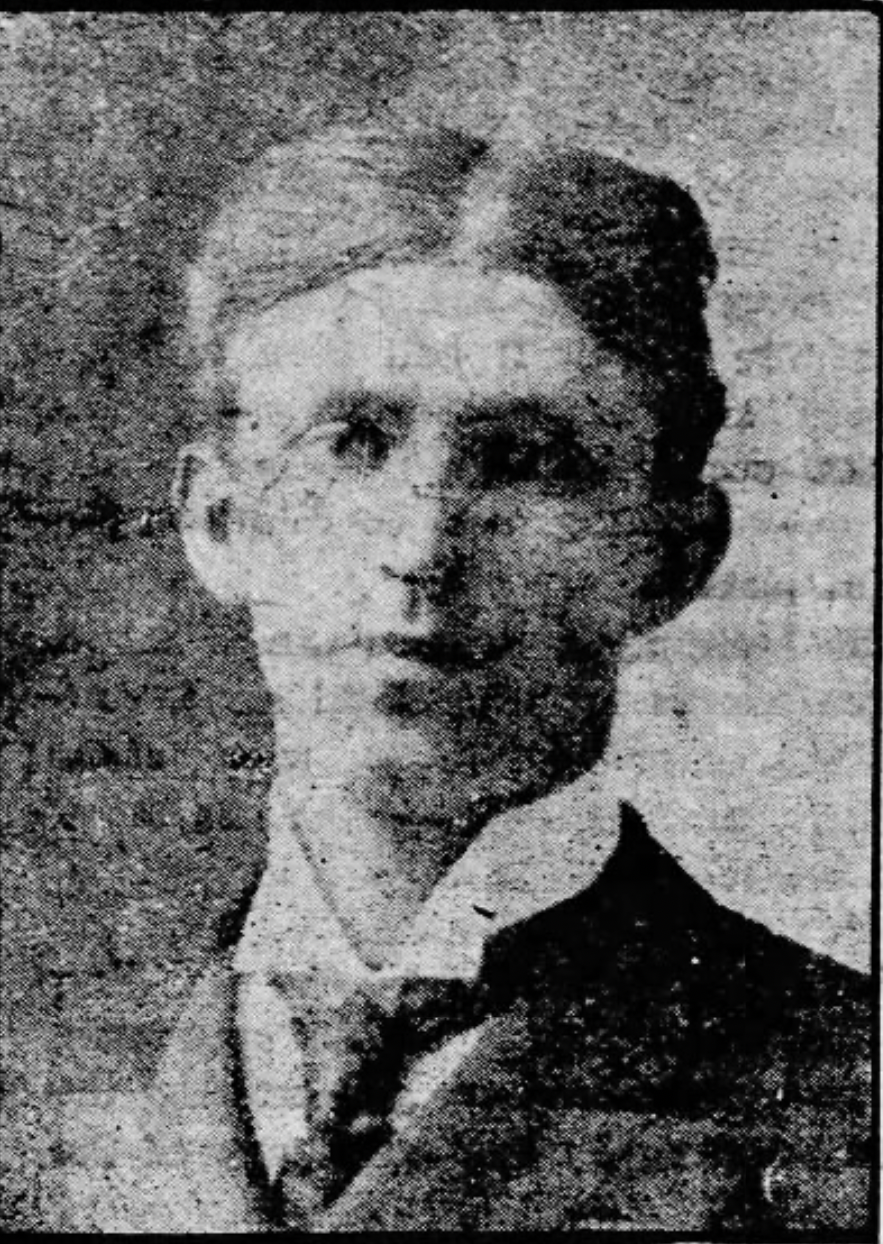
Fotografía de Frank Croxton publicada en el Lexington Herald el 24 de marzo de 1901.

Croxton estudió brevemente en la Universidad de Transilvania en Lexington antes de continuar su formación como cantante en Nueva York. En septiembre de 1895, a la edad de 18 años, dejó Kentucky para ir a la ciudad de Nueva York, donde trabajó como cantante pagado en la Iglesia Bautista del Calvario en Manhattan, mientras estudiaba simultáneamente en el Instituto Vocal de Nueva York con un profesor de canto. Frank Herbert Tubbs. Dio un concierto junto con otros alumnos de esa escuela en el Park Hill Country Club de Yonkers, Nueva York, en diciembre de 1895. En noviembre de 1896 tomó un puesto como cantante remunerado en la Primera Iglesia Metodista Unida en Mount Vernon, Nueva York, mientras continuaba estudiando con Tubbs.
El 26 de agosto de 1897, Frank Croxton se casó con Elsie Hamilton en la casa de los padres de la novia en Brooksville, Kentucky. La pareja se había conocido tres años antes mientras cantaba con la Asamblea de Kentucky Chautauqua. Después de la boda, la pareja se instaló en la ciudad de Nueva York, donde Croxton reanudó su trabajo como cantante de iglesia en la Iglesia Episcopal de San Bartolomé en Manhattan. Continuó estudiando canto en Nueva York con Oscar Saenger y George Sweet, y trabajó como cantante coral en conciertos de Nueva York dirigidos por Walter Damrosch y Anton Seidl. En 1898, Croxton se unió a la Compañía de Ópera de Broadway, encabezada por la soprano Camille D'Arville. Con esa compañía actuó en Broadway y realizó una gira nacional con la opereta The Highwayman de Reginald De Koven. Inicialmente miembro del coro, finalmente asumió el papel principal de la producción, el papel de Godfrey Beverly.
Croxton dejó su puesto en la Iglesia Episcopal de San Bartolomé cuando se mudó a Indianápolis en la primavera de 1899 para unirse a la lista de cantantes de la Cuarta Iglesia Presbiteriana en Indianápolis. A finales de junio de 1899 dejó ese puesto para ocupar un puesto similar en la Primera Iglesia Bautista de Indianápolis. Actuó en varios conciertos y eventos públicos en Indianápolis en el verano de 1899, donde su repertorio de canciones incluía arias de los papeles principales en Elías de Felix Mendelssohn y Tannhäuser de Richard Wagner. En octubre de 1899 interpretó al profeta Moisés en la ópera Egypta en la English's Opera House de Indianápolis. La ópera, un pastiche, utilizó música extraída del repertorio estándar de ópera, oratorio y música religiosa, pero con un nuevo texto escrito por el libretista y empresario de Illinois William Dodd Chenery (1845-1935).
Mientras continuaba trabajando como vocalista de la iglesia, Croxton fundó un estudio privado como profesor de canto en 442 N. Pennsylvania St. en Indianápolis en marzo de 1900. Simultáneamente fundó The New Oratorio Society, un coro comunitario en Indianápolis dedicado a la interpretación de oratorios del que Croxton fue director. El único concierto del coro bajo la dirección de Croxton fue una interpretación de La creación de Joseph Haydn.

## Mudanza a Chicago y reconocimiento nacional

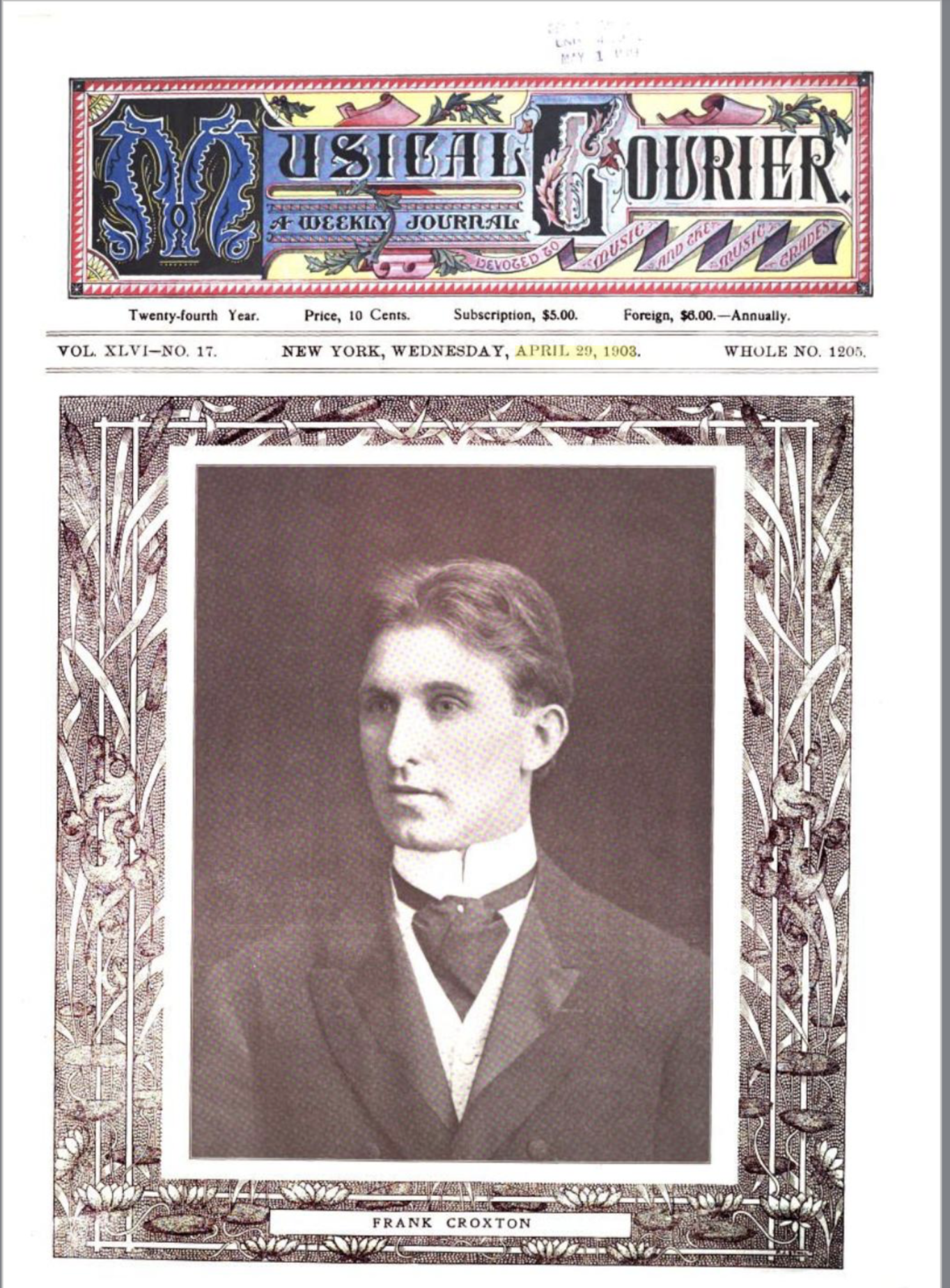
Croxton en la portada de The Musical Courier.

En junio de 1900, Croxton renunció a su puesto en la Primera Iglesia Bautista de Indianápolis y se mudó a Chicago. Allí trabajó como vocalista de la Iglesia Evangélica de Kenwood, ganando uno de los salarios más altos para un solista de iglesia en esa ciudad y siendo elegido para el puesto entre cientos de otros solicitantes, algunos de los cuales eran vocalistas muy conocidos en el escenario nacional. Simultáneamente fue vocalista pagado en KAM Isaiah Israel en su sinagoga ubicada en 33rd Street y Indiana Avenue. En febrero de 1902 nació su hijo en Chicago. Interpretó a Mefistófeles en Fausto de Charles Gounod en el Festival de mayo de 1902 en Dubuque, Iowa.
En enero de 1903, Croxton se unió a la facultad de canto del Conservatorio de Música del Auditorio de Chicago. Ese mismo mes dio un recital en el Teatro Auditorio. Realizó una gira nacional de conciertos de oratorio con Theodore Thomas y su orquesta sinfónica organizada por el editor de música estadounidense W. W. Norton y patrocinada por la Western Passenger Association. En esta gira fue el bajo solista en The Creation de Haydn en los festivales de mayo de 1903 en Topeka, Kansas, y Kansas City, Misuri. En este último festival de música también se le escuchó como solista de bajo en el oratorio de Carl Busch The League of the Alps. También actuó en esta gira en un festival de música en Sioux Falls, Dakota del Sur, y en el papel de Mefistófeles de Gounod en una versión de concierto de la ópera presentada por la orquesta de Thomas en el Spring Music Festival en Lincoln, Nebraska.
Las actuaciones de Croxton durante la gira con la orquesta de Thomas elevaron significativamente su perfil como músico en el escenario nacional, y apareció en la portada de The Musical Courier el 29 de abril de 1903. El artículo de esa publicación sobre Croxton lo describió como «el bajo más destacado y prometedor de Chicago, [que] fácilmente se ubica entre los más destacados del país». En el verano de 1903, Otis B. Thayer lo contrató para protagonizar representaciones de Boccaccio de Franz von Suppé y Fausto de Gounod con la Lyceum Opera Company de Thayer en Memphis, Tennessee. Interpretó arias de la ópera Montezuma de Frederick Grant Gleason en el Kimball Hall dentro del edificio Kimball (ahora el Centro Lewis de la Universidad DePaul) en un concierto realizado poco después de la muerte de Gleason en febrero de 1904. Volvió a cantar las arias de bajo en La creación en el Bush Temple of Music de Chicago con la Harmonic Association bajo la dirección de Charles Edward Allum en marzo de 1904.
En abril de 1904 se anunció que Croxton había aceptado un puesto bien remunerado como bajo solista en la Iglesia Metodista de Madison Avenue en la ciudad de Nueva York. Después de completar sus obligaciones en Chicago, Croxton y su esposa regresaron a Kentucky durante el verano de 1904 para visitar a su familia antes de asumir su nuevo puesto en la ciudad de Nueva York en el otoño de 1904. Cuando visitó a sus padres en Lexington en agosto de 1904, el periódico informó que tenía dos hijos pequeños.

## Últimos años y carrera en Nueva York

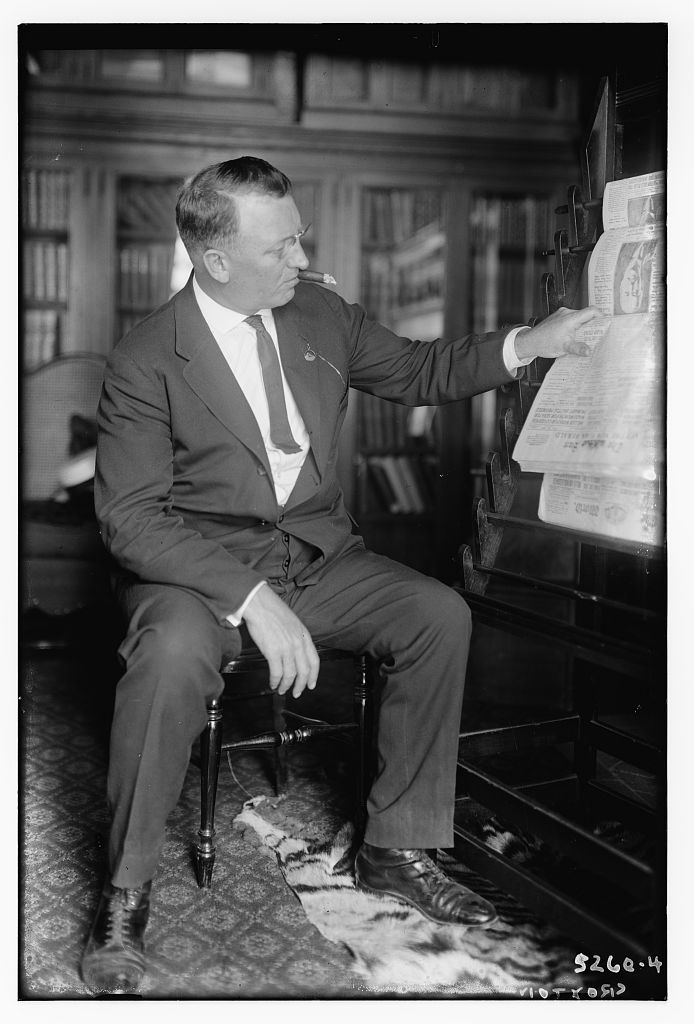
Frank Croxton en 1922.

Croxton y su familia regresaron a la ciudad de Nueva York en el otoño de 1904, donde comenzó a trabajar como cantante en la Iglesia Metodista de Madison Avenue. En diciembre de 1904 fue el bajo solista en varios conciertos de El Mesías de Georg Friedrich Händel. Estas incluyeron presentaciones de esa obra en el Symphony Hall de Boston, con la Handel and Haydn Society dirigida por el director Emil Mollenhauer; actuaciones en el Carnegie Hall con la Oratorio Society of New York y el director Walter Damrosch; y actuaciones el día de Navidad en el Chase's Theatre de Washington D. C., con la Sociedad Coral de Washington y la Orquesta Sinfónica de Washington (fundada en 1902 por Reginald De Koven) bajo la dirección de Josef Kaspar.
En enero de 1905, nació en la ciudad de Nueva York el tercer hijo de Croxton, Richard Frank Croxton. En febrero de 1905, Croxton fue el bajo solista del Réquiem de Giuseppe Verdi con la New Haven Oratorio Society. En marzo de 1905 actuó en conciertos de música de cámara en Brooklyn con el Kaltenborn String Quartet. En abril de 1905 fue solista destacado en el décimo festival anual de música del Baptist Temple de Brooklyn, cantó los solos de bajo en Las estaciones de Haydn con la Oratorio Society of Baltimore bajo la dirección de Joseph Pache, y realizó un concierto. de música con el Deutscher Liederkranz de Nueva York con canciones todas con texto de Friedrich Schiller, una elección hecha en honor al centenario de la muerte de Schiller.
En octubre de 1905, Croxton apareció en el noveno Festival anual de Música del Este de Maine como solista de bajo en La estación y como el rey Enrique el Cazador en Lohengrin de Richard Wagner. En la primera semana de diciembre de 1905 volvió a interpretar el papel de Méphistophélès en Fausto, esta vez en versión de concierto con el Philharmonic Club y la Minnesota Orchestra bajo la dirección de Emil Oberhoffer. La semana siguiente regresó al Carnegie Hall como bajo solista en la Missa solemnis de Ludwig van Beethoven con la Oratorio Society de Nueva York y el director Walter Damrosch. Cerró el año actuando una vez más como bajo solista en varias producciones diferentes de Messiah, incluidas actuaciones con la York Oratorio Society, la Newark Schubert Society, y el Apollo Chorus de Chicago en el Auditorium Theatre.
Croxton se convirtió en bajo solista empleado en la Iglesia Presbiteriana Brick en Manhattan. Una de sus compañeros cantantes profesionales en esa iglesia era la soprano Agnes Kimball. Cuando Croxton formó un cuarteto vocal profesional, el Croxton Quartet, Kimball era la soprano del grupo. Los otros vocalistas del cuarteto fueron el tenor Reed Miller y su esposa, la contralto Nevada Van der Veer. Este cuarteto actuó en conciertos tanto en la ciudad de Nueva York como en giras, e hizo varias grabaciones para diversos sellos discográficos en 1911 y 1912.
En 1914, Croxton fue miembro fundador del Stellar Quartette de Columbia, cuyos otros miembros incluían a John Barnes Wells, Charles Harrison y Andrea Sarto. Estableció el Croxton Trio en 1918. En 1919 se convirtió en miembro del Peerless Quartet y ese mismo grabó con Victor Talking Machine Company como parte del grupo «Eight Famous Victor Artists». Continuó actuando y grabando con el Peerless Quartet hasta que dejó ese grupo en 1925.
Con el inicio de la Gran Depresión, la carrera discográfica de Croxton cesó. Permaneció activo como cantante de iglesia y profesor de canto. Murió en la ciudad de Nueva York el 4 de septiembre de 1949.

## Grabaciones
Croxton fue un artista residente en Columbia Records desde 1910 hasta 1915. Al evaluar su voz grabada, el musicólogo Leo Riemens y el biógrafo musical Karl-Josef Kutsch en su biografía sobre Kimball en el Großes Sängerlexikon afirmaron que «aunque la mayoría de las grabaciones de Croxton están dedicadas a obras musicalmente menos valiosas del campo de la música ligera, algunas arias de los oratorios de Handel y Mendelssohn, así como de las canciones, demuestran que tenía una voz de bajo que podía competir con muchos bajistas famosos de su época».